# Pescate
Pescate är en ort och kommun i provinsen Lecco i regionen Lombardiet i Italien. Kommunen hade 2 221 invånare (2018).